# Galerie Šilingrák
Galerie Šilingrák je veřejné vystavovací místo na Šilingrově náměstí v Brně při sbíhání ulic Dominikánské a Starobrněnské. Galerie vznikla roku 2017 z podnětu městské části Brno-střed s cílem vystavovat sochařská díla jak etablovaných umělců, tak studentů Fakulty výtvarných umění VUT.

## Seznam vystavovaných děl
| Autor              | Dílo        | Datum instalace   | Fotografie |
| ------------------ | ----------- | ----------------- | ---------- |
| Michal Gabriel     | Hejno       | 17. srpna 2017    |            |
| Michal Gabriel     | Smečka      | 4. dubna 2018     |            |
| Michal Gabriel     | Žraloci     | 20. března 2019   |            |
| Tomáš Medek        | Kapsule     | 23. července 2020 |            |
| Pavel Tasovský     | Mezi kruhy  | 14. února 2022    |            |
| Pavel Tasovský ml. | Strážci     | 26. dubna 2023    |            |
| Michal Gabriel     | Mauglí      | 2. listopadu 2024 |            |
| Jan Dostál         | Cizí hvězdy | 15. července 2025 |            |